# Acraea stephanophera
Acraea stephanophera är en fjärilsart som beskrevs av Le Cerf 1927. Acraea stephanophera ingår i släktet Acraea och familjen praktfjärilar. Inga underarter finns listade i Catalogue of Life.